# Vokonis
Vokonis är ett svenskt metalband från Borås som grundades 2015.

## Historik
Bandet bildades 2015 av Jonte Johansson, Emil Larsson och Simon Ohlsson efter att det tidigare bandet Creedsmen Arise lagts ner. Deras första album Olde One Ascending släpptes sommaren 2016 genom det svenska skivbolaget Ozium Records.
Hösten 2016 skrev gruppen kontrakt för sin med det amerikanska skivbolaget Ripple Music, som 2017 släppte deras andra album The Sunken Djinn.
Vokonis spelade på musikfestivalen Skogsröjet 2019.
Sedan bandets tredje album Grasping Time gavs ut genom det svenska skivbolaget The Sign Records 2019 har de gått i en mer progressiv riktning efter att tidigare varit ett mer renodlat doom- och stoner-band. På samma skivbolag släpptes deras fjärde album Odyssey 2021.

## Medlemmar
Nedan följer en lista över medlemmarna i bandet (2016):
- Jonte Johansson, bas
- Emil Larsson, trummor
- Simona Ohlsson, sång och gitarr

## Diskografi (i urval)
- 2016 – Olde One Ascending
- 2017 – The Sunken Djinn
- 2019 – Grasping Time
- 2021 – Odyssey